# 7 Gold TVR Teleitalia
TVR Teleitalia 7Gold  (nata nel 1979 e fino al 2008 solo TVR Teleitalia) è un'emittente televisiva della regione Toscana facente parte del circuito nazionale 7 Gold, e insieme alle emittenti Sestarete e Telepadova è una delle più importanti emittenti di co-produzione del circuito. Le sue frequenze sono irradiate in tutta la Toscana. La sua sede attuale è in Campi Bisenzio (provincia di Firenze).

## Storia
Dopo vari anni in cui le trasmissioni dell'emittente erano irradiate da Pratilia il primo Shopping Center nato in Italia, la società di TVR Teleitalia nel 2003 decise di spostare la propria sede più vicino alla città di Firenze e dal 2008 si è affiliata al circuito 7 Gold pur mantenendo una propria autonomia produttiva nella programmazione quotidiana.
Il suo storico logo è un pallino blu con inscritta la sigla "TVR" ed accanto una piccola cartina geografica dell'Italia color verde chiaro con su scritto in bianco "Teleitalia". Dal 1º gennaio 2024, a seguito dell’unione di 7 Gold con Top Calcio 24 viene per l’occasione rinnovato il logo 7G di 7 Gold formato dal 7 giallo oro e dalla G grigia, alla base il logo TVR all'interno di un cerchio, a fianco la scritta Teleitalia.

### Programmi storici
Fra i primi programmi dell'emittente, che si caratterizzò fin da subito per le vendite in diretta da parte degli inserzionisti che proponevano i prodotti acquistabili immediatamente telefonando al centralino della televisione (anticipando di alcuni decenni le attuali televisioni specializzate in questo tipo di vendite), si ricorda la messa in onda della trasmissione A briglia sciolta, un talk-show a carattere sportivo, in cui i vari ospiti in studio commentavano, in diretta, le imprese calcistiche della Fiorentina. A partire dalla metà degli anni novanta, gli editori di TVR Teleitalia mandarono in onda anche altri programmi, durante l'intero palinsesto della settimana, a carattere sportivo, principalmente basati sullo sport toscano ed in maniera specifica riguardo al calcio e alla Fiorentina. Così, nei giorni in cui non andava in onda A briglia sciolta, TVR Teleitalia lanciò nuovi talk-show sportivi, tra i quali sono rimasti famosi Calcio di rigore, La frustata, La frustata - Atto II e Salotto viola. Quasi tutti questi programmi andavano in onda dal lunedì al venerdì, alternandosi, dalle ore 18 alle 19 e facevano registrare sempre ottimi ascolti.
Un'altra storica trasmissione fu Grande cinema (da non confondere con il titolo dei cicli cinematografici trasmessi dal 2004 al 2017 sullo stesso circuito nazionale) condotta e curata da Elisangelica Ceccarelli e Federico Berti. Da questa trasmissione è stato realizzato il libro "Grande Cinema", scritto dalla caporedattrice di TVR Teleitalia Elisangelica Ceccarelli e dal suo compagno di avventure in giro per il mondo cinematografico Federico Berti (libro che ha avuto la prefazione di Leonardo Pieraccioni). Grande cinema da alcuni anni cura la sezione I luoghi del cinema, un percorso itinerante nelle varie città del mondo dove sono stati realizzati celebri film. I due conduttori mostrano i luoghi dei set accompagnandoli alle immagini del film a cui si riferisce il posto prescelto (in genere piazze, monumenti ecc. oppure vere e proprie rarità cinematografiche, ad es. il portone del palazzo a Parigi dove si incontrano i due protagonisti, Marlon Brando e Maria Schneider in Ultimo tango a Parigi, oppure a Londra la casa azzurra di Notting Hill con Hugh Grant e Julia Roberts ecc.). Berti e Ceccarelli hanno compiuto questo lavoro di ricerca a New York, Mosca, Parigi, Londra, San Pietroburgo, Amsterdam, Costa Azzurra ecc.)
Altro pionieristico programma settimanale dell'emittente è stato Cardiologia per Tutti in cui l'esperto dottor Enzo Boncompagni rispondeva in diretta alle domande dei telespettatori che telefonano durante la trasmissione incentrata sulla cardiologia.
Menzione speciale la merita un ciclo di trasmissioni prodotte tra il 2015 e il 2016: "Liberamente - percorsi liberi di vita carceraria" dove settimanalmente venne proposta ai telespettatori la storia di un detenuto presso il Carcere della Dogaia di Prato, raccolta direttamente da Elisangelica Ceccarelli all'interno della struttura, e impreziosita dal commento di uno psicologo. In ognuna delle 20 puntate non è mai mancato lo spaccato di vita carceraria, la quotidianità dei detenuti ripresa dalle telecamere che talvolta entravano nelle cucine del carcere, nella biblioteca, e talaltre nelle aree condivise o negli angoli più angusti. Fu il primo programma interamente prodotto e trasmesso in 16:9 a risoluzione HD.
Altra grande produzione è stata "Culturalmente Toscana", un ciclo di approfondimenti incentrati su personaggi toscani. Ogni settimana Maurizio Ciampolini conduceva con prestigiosi ospiti in studio un Talk-Show che prevedeva come fulcro centrale, i collegamenti esterni curati da Francesco Nidiaci inviato alla scoperta delle Case Museo, delle Biblioteche o degli archivi storici legati al personaggio e al tema di ognuna delle 32 puntate. Il programma prodotto tra il 2019 e il 2020 è stato realizzato in risoluzione 4K.

### Personaggi celebri
Man mano che TVR Teleitalia amplia i suoi palinsesti con nuove trasmissioni, i personaggi e i conduttori diventano immediatamente famosi in tutta la Toscana:  particolare successo tra il pubblico viene riscosso dai programmi ad argomento sportivo, dedicati in particolare alla Fiorentina dove era possibile (e lo è tuttora) interagire telefonicamente. Tra i personaggi storici più popolari ricordiamo Mario Ciuffi, opinionista di punta della trasmissione La frustata, e Giorgio Masala, commentatore della trasmissione Calcio di rigore. Moderatore di entrambi i programmi, e storico presentatore dell'emittente fu Salvatore Scaravilli.
Storico programma è stato "Grande Cinema" ideato e condotto fin dagli anni '80 da Elisangelica Ceccarelli, giornalista professionista e critico cinematografico, attualmente ospite del programma RAI "Cinematografo" di Gigi Marzullo.
Nella stagione 2007/2008 approda a TVR Teleitalia anche Gianni Greco (detto "G"), famoso e storico conduttore radiofonico, che introduce il programma Ciao "G", poi passato a Toscana TV.

### I 25 anni di TVR Teleitalia
Nel 2004, TVR Teleitalia ha festeggiato i suoi primi 25 anni di trasmissioni con una grande festa al Keller Platz di Prato presentata da Salvatore Scaravilli, alla quale hanno presenziato tutti i dipendenti, i celebri conduttori ed ospiti delle trasmissioni di Tvr Teleitalia, primi tra tutti Mario Ciuffi e Giorgio Masala. Alla festa parteciparono anche alcuni personaggi delle istituzioni fiorentine e il gruppo musicale delle "Forzature", autori peraltro del brano "Firenze Viola", celeberrima sigla iniziale e conclusiva del programma sportivo "La frustata".

### L'unione con 7 Gold
Dalla fine di agosto del 2008, TVR Teleitalia ha compiuto il più grande passo avanti della sua storia: la televisione toscana ha deciso di trasmettere i suoi programmi insieme al circuito nazionale di 7 Gold, con la quale è tuttora in società. Questa alleanza tra queste due emittenti ha fatto sì che l'intero palinsesto di TVR Teleitalia, si sia completamente rivoluzionato, dando più spazio alle trasmissioni di 7 Gold. Tra le altre cose, è da sottolineare che TVR Teleitalia ha modificato il suo nome in 7 Gold TVR Teleitalia. Non bisogna però dimenticare che fino a qualche tempo prima, 7 Gold era affiliata con un'altra emittente toscana, ovvero Italia 7 Toscana, la quale aveva fatto registrare un gran numero di ascolti nei momenti in cui venivano mandate in onda le trasmissioni di 7 Gold, tra le quali le più celebri sono Diretta Stadio ed Il Processo di Biscardi, entrambe a carattere sportivo. Dal 2008 la convivenza tra 7 Gold e Tvr Teleitalia sta continuando a registrare un enorme successo nello share degli ascolti tra gli sportivi, in particolar modo durante la messa in onda delle due suddette trasmissioni oltre ai programmi prodotti da Tvr Teleitalia e dedicati alla Fiorentina: Domenica viola che ripercorre l'intera giornata di campionato appena conclusa incentrandosi sulla partita della Fiorentina e Cuore Viola approfondimento calcistico del Martedì.

### Organigramma
Maurizio Salvi è il direttore responsabile: 
In redazione: Francesco Nidiaci (vice coordinatore), Claudia Guasti, Luca Lazzerini, Maurizio Ciampolini, Rosario Massimo Mantero, Sara Sgatti.
Collaboratori: Federico Berti, Andrea Bruno Savelli, Jean-Jacques Ilunga, Nicolette Giuliani 
Il 17 giugno 2010 morì lo storico presidente dell'emittente, Paolo Salvi, che è stato il fondatore di TVR Teleitalia, nonché di Toscana TV.

## Palinsesto - Programmi principali
- Oggi in Toscana: telegiornale a carattere regionale in onda tutti i giorni alle 18.00 alle e le edizioni del mattino alle 7 e alle 9;
- Linea diretta: trasmissione di informazione medica e cultura generale che ospita ogni puntata due esperti di differenti settori che va in onda dal lunedì al venerdì dalle 15.30 alle 16.30 e dalle 19.00 alle 20.00;
- Dentro il Consiglio: Settimanale di approfindimento sull'attività del Consiglio Regionale della Toscana, curato da Francesco Nidiaci: Domenica ore 20.00, Lunedi ore 13.00, Giovedi ore 23.40;
- I fatti di cui si parla: approfondimento di attualità, cultura, politica e sociale, curato da Francesco Nidiaci: Martedì e Giovedì ore 13.00
- Conto alla Rovescia: interviste a personaggi politici e della cultura, a cura di Maurizio Ciampolini: Mercoledi e Venerdi ore 13
- Diretta Studio: Talk Show con ospiti incentrato su Cultura, Musica Spettacolo, Arte e Attualità, condotto a rotazione da Maurizio Ciampolini, Claudio Guasti, Francesco Nidiaci,
- Domenica viola: trasmissione di ambito sportivo curata e condotta da Andrea Bruno Savelli : ogni Domenica alle 21 e 23.50.
- A briglia sciolta: trasmissione dedicata ai tifosi della Fiorentina in onda ogni Mercoledi alle 21 e alle 23.50;
- Il giorno del Signore: riflessione sul Vangelo della Domenica a cura di Don Jean-Jacques Ilunga;

Completano il palinsesto i programmi prodotti e diffusi dal circuito 7 Gold:
- Diretta Stadio: programma a carattere sportivo dedicato soprattutto all'analisi dei più grandi club italiani, tra i quali Inter, Milan, Juventus e Fiorentina, in onda ogni sabato dalle 19.30 alle 23.00, la domenica dalle 14.00 alle 19.00 e dalle 20.00 alle 23.00 durante i quali vengono seguite attentamente tutte le partite della Serie A, il martedì, il mercoledì ed il giovedì dalle 20.30 alle 23.00, in occasione della Champions League e dell'Europa League;
- Il Processo di Biscardi: talk-show calcistico a cadenza settimanale andato in onda ogni lunedì alle ore 21.15.
- The Coach: talent-show musicale in onda dal lunedì al sabato dalle ore 19.30 alle ore 20.00.

Tutta la programmazione giornaliera e settimanale di Tvr Teleitalia 7Gold e Tvr Più è consultabile attraverso la guida EPG, funzione presente su ogni modello di telecomando.

## Frequenze
TVR Teleitalia 7Gold è stata visibile in analogico in tutto il territorio della Toscana, e in parte di quello della Liguria e del Lazio attraverso una rete capillare di ripetitori e molteplici frequenze.
Dal 28 febbraio 2010 l'emittente fu visibile, limitatamente alla provincia di Firenze e Prato, anche tramite il digitale terrestre sulla frequenza UHF 21 e sintonizzabile sul canale numero 15 dell'LCN. A Maggio la copertura del segnale digitale aveva già coperto la provincia di Livorno, la provincia di Lucca, la provincia di Siena e la provincia di Pisa.
Con il passaggio definitivo al digitale terrestre, avvenuto in Toscana nel mese di novembre 2011 e fino al maggio 2022, l'emittente è stata ricevibile attraverso la frequenza UHF 29 sul canale LCN19 del digitale terrestre ed è stata nominata 7 Gold TVR Teleitalia, mentre sull'LCN 77 venivano irradiati i programmi della seconda rete TVR Più che propone un palinsesto informativo e culturale privo di televendite.
Dal 10 aprile 2014 fino al 13 gennaio 2019 ľ'emittente ha gestito la programmazione giornalistica del palinsesto di Canale 10 Toscana.
Dal 29 maggio 2022 TVR Teleitalia è irradiata attraverso gli impianti di Ei Towers SpA (uhf41) e sintonizzabile sul canale LCN 17 mentre dal 12 settembre 2022 la seconda rete TVR Più gestisce parte del palinsesto di Teleregione Toscana ed è sintonizzabile sul canale LCN 78

## Opere
- Nel mese di dicembre 2009, Elisangelica Ceccarelli ha presentato un libro intitolato TVR Teleitalia: dalla nascita al matrimonio, pubblicato dalla Romano editore, presso la libreria Edison di Firenze, alla presenza peraltro dello show-man Solange; in questo libro vengono ripercorsi tutti gli anni di vita dell'emittente, dalla nascita nel 1979 all'unione con 7 Gold nel 2008.